# Béla Sárosi
Béla Sárosi (Budapest, 15 de maig de 1919 - Saragossa, 15 de juny de 1993) fou un futbolista hongarès de la dècada de 1940 i posteriorment entrenador.

## Trajectòria
Fou jugador del Ferencvárosi TC durant una desena d'anys. Després de la guerra mundial començà una carrera que el portà per nombrosos països. A Itàlia jugà amb el Bologna FC 1909, i del AS Bari. A Colòmbia defensà els colors de Junior Barranquilla i CD Millonarios. També fou jugador del FC Porto, Reial Saragossa i FC Lugano. Fou 25 cops internacional amb la selecció hongaresa entre 1939 i 1945.
També fou entrenador a diversos clubs, com FC Lugano, FC Basel, Jahn Regensburg, Alemannia Aachen i Beerschot.